# Loudness (Band)
Loudness ist eine japanische Heavy-Metal-Band.

## Geschichte
Loudness (ラウドネス) wurde von Gitarrist Akira Takasaki (高崎晃), * 22. Februar 1961, und Schlagzeuger Munetaka Higuchi (樋口宗孝), 24. Dezember 1958 bis 30. November 2008, im Mai 1981 nach der Auflösung ihrer vorigen Band Lazy gegründet. Lazy hatte zwischen 1977 und 1980 beachtliche sechs Alben und diverse Singles in Japan veröffentlicht, war für Takasaki und Higuchi, die härtere Musik spielen wollten, aber zu pop-orientiert. Zu den beiden gesellten sich Minoru Niihara (二井原実), * 12. März 1960, der 1978 in der ersten Besetzung der Band Earthshaker gesungen und Bass gespielt hatte, als Sänger und Masayoshi Yamashita (山下昌良), * 29. November 1961, von Zephyr als Bassist. Im August desselben Jahres ging die Band ins Chestnut Studio in Suzuka und veröffentlichte drei Monate später ihr Debütalbum The Birthday Eve. Gesungen wurde in japanischer Sprache und somit fand es außerhalb Japans kaum Beachtung. Dennoch war es ein sehr großer Erfolg und schlug kräftig in der japanischen Rock-Szene ein.
Am 17. Dezember 1981 gab die Band ihr erstes Konzert im Asakusa International Theater in Tokio. Die rund 3000 Tickets waren auf der Stelle ausverkauft. Das zweite Album Devil Soldier folgte im Juli 1982, im Januar 1983 The Law of Devil’s Land, im November das erste Live-Album Live-Loud-Alive (aufgenommen am 24. September 1983 im Nakano Sun Plaza in Tokio) und im Januar 1984 Disillusion (aufgenommen im SARM Studio in London), eine englischsprachige Version mit unterschiedlichem Cover und Bonustrack wurde im April 1984 veröffentlicht. Nachdem die Band bereits 1983 einige Konzerte in den USA und in Europa gegeben hatte, folgte im April/Mai 1984 eine längere Europatour, die die Gruppe auch nach Deutschland führte. Diese Tour wurde im Live-Video Eurobounds festgehalten. Außerdem hatten im April 1982 Akira Takasaki (Tusk of Jaguar) und im Mai 1983 Munetaka Higuchi (Destruction) bereits ihre ersten Soloalben herausgebracht. Higuchi produzierte 1983 zudem die ersten beiden Alben der Sängerin Mari Hamada sowie die Band Make Up.
Ausgestattet mit einem weltweiten Major-Deal mit Atco traf sich die Band im August 1984 im Sound City Studio in Los Angeles, um mit dem Produzenten Max Norman, der für seine Arbeit mit Ozzy Osbourne bekannt war, ihr fünftes Album, Thunder in the East, aufzunehmen. Gesungen wurde durchgehend auf Englisch. Als das Album im Januar 1985 erschien, erreichte es Platz 4 in den japanischen und Platz 74 in den US-Charts, wo es sich 19 Wochen am Stück halten konnte.
1985 tourte die Band monatelang durch Amerika, zunächst als Headliner in kleineren Hallen, dann als Vorgruppe der Band Mötley Crüe. Im Rahmen dieser Tour spielten sie als erste japanische Band am 14. August 1985 im Madison Square Garden in New York. Das 1986er-Album Lightning Strikes erreichte Platz 64 der US-Charts. Es folgten Touren (auch in Europa) mit Bands wie AC/DC, Poison und Stryper. Zudem spielte die Band in den Jahren 1985/86 auch rund 100 Konzerte in der japanischen Heimat. Nur in Japan wurde das zweite Live-Album 8186 Live im November 1986 veröffentlicht (aufgenommen am 3. und 4. April 1986 im Yoyogi National Gymnasium in Tokio vor jeweils über 12.000 Fans). 
Ihr relativer Erfolg in den USA bewog die Band dazu, sich mehr in Richtung massenkompatibler „Pop-Metal“ zu bewegen. Allerdings floppte das Album Hurricane Eyes (1987) in den USA und konnte nicht die Top 100 erreichen. Daraufhin konzentrierte sich die Band zunächst wieder mehr auf den heimischen Markt. Die folgenden Alben Hurricane Eyes - Japanese Version und Jealousy wurden mit japanischen Texten auch nur in Japan veröffentlicht. Um auf dem US-Markt größeren Erfolg zu haben, wurde schließlich Sänger Minoru Niihara im Dezember 1988 gefeuert und durch den Ex-Obsession-Sänger Mike Vescera ersetzt. Niihara veröffentlichte 1989 zunächst ein Soloalbum (One) und gründete dann die Band Ded Chaplin, die Anfang der 1990er-Jahre drei Alben aufnahm. 
Konnte man in Japan durchaus an die alten Erfolge anknüpfen (On the Prowl beispielsweise erreichte Platz 7 der japanischen Charts), geriet die Karriere von Loudness trotz des amerikanischen Sängers im Westen allerdings vollends ins Stocken, sowohl Soldier of Fortune (1989) als auch On the Prowl (1991) floppten. Während einer US-Tour verließ Vescera im Streit die Band und wurde für die restlichen Konzerte von Masaki Yamada (Masaki) ersetzt (Ex-EZO). Auch Bassist Masayoshi Yamashita verließ bald darauf die Band. Für ihn stieg Taiji Sawada ein, ehemaliger Bassist der in Japan extrem populären Band X Japan. Nach seinem Abgang bei Loudness sang Mike Vescera u. a. bei Yngwie Malmsteen. Heute ist er wieder mit seiner alten Band Obsession aktiv. 
Das Quartett Takasaki, Higuchi, Masaki und Sawada vollzog einen radikalen Stilwechsel vom Glamrock hin zu härten Klängen und veröffentlichte im Juni 1992 ein schlicht Loudness betiteltes neues Album. Es wurde der größte Verkaufserfolg in der Karriere von Loudness in Japan und erreichte Nummer 2 in den Charts. Nach einer ebenfalls überaus erfolgreichen Tour verließ Sawada (Selbstmord Juli 2011) Anfang 1993 die Band, Higuchi folgte im November 1993. Auch Masaki verließ zeitweilig die Band. Higuchi gründete danach mit seinem Ex-Kollegen Niihara, dem Earthshaker-Gitarristen Shara und dem Bassisten Koichi Terasawa die Band Sly, die zwischen 1994 und 1998 vier Alben veröffentlichte. Für das 1996er-Sly-Album Key arbeiteten Niihara und Higuchi nach rund zehn Jahren wieder mit dem Produzenten Max Norman zusammen. Nach der Auflösung von Sly stellte Niihara 1999 seine neue Band X.Y.Z.→A zusammen, in der auch noch heute, neben seiner Tätigkeit bei Loudness, singt. 
1994 erschien ein neues Loudness-Album, Heavy Metal Hippies, in der Trio-Besetzung Takasaki (der auch Bass spielte), Masaki und Schlagzeuger Hirotsugu Homma (ebenfalls Ex-EZO). Als neuer Bassist stieß danach Naoto Shibata (Anthem) hinzu. Diese Besetzung spielte drei weitere Alben mit mäßigem künstlerischen und kommerziellen Erfolg ein. Live spielte die Band nur noch "Club Gigs". Takasaki war es dann schließlich, der zum 20. Geburtstag der Band im Jahre 2001 alle Gründungsmitglieder wieder vereinte und sie zum Weitermachen veranlasste. Das Comebackalbum Spiritual Canoe erreichte die japanischen Top 20 und auch die Comebacktour im März sowie die "20th Anniversary Tour" im November/Dezember 2001, jeweils in größeren Hallen, waren ausverkauft. Naoto Shibata regruppierte nach der Trennung von Loudness mit Hirotsugu Homma seine alte Band Anthem. Masaki Yamada wohnt in New York und spielt dort Bass in der Gruppe Firesign.
2006 feierte die Band ihren 25. Geburtstag und tourte zum ersten Mal seit 1987 wieder in der Originalbesetzung durch die USA und Kanada.
Am 30. November 2008 verstarb ihr Schlagzeuger Munetaka Higuchi im Alter von 49 Jahren an Leberkrebs, der im Frühjahr 2008 diagnostiziert worden war. Die 2008-Konzerte spielte die Band zunächst mit dem Ersatz-Drummer Kozo Suganuma. Nach dem Tode von Higuchi wurde Masayuki Suzuki (鈴木政行), * 26. September 1972, festes Mitglied. Auch mit dem neuen Schlagzeuger veröffentlicht die Band regelmäßig neue Alben und tourt, neben der japanischen Heimat, auch durch Nordamerika, Asien und Europa. 

Bandmitglieder beim Wacken Open Air
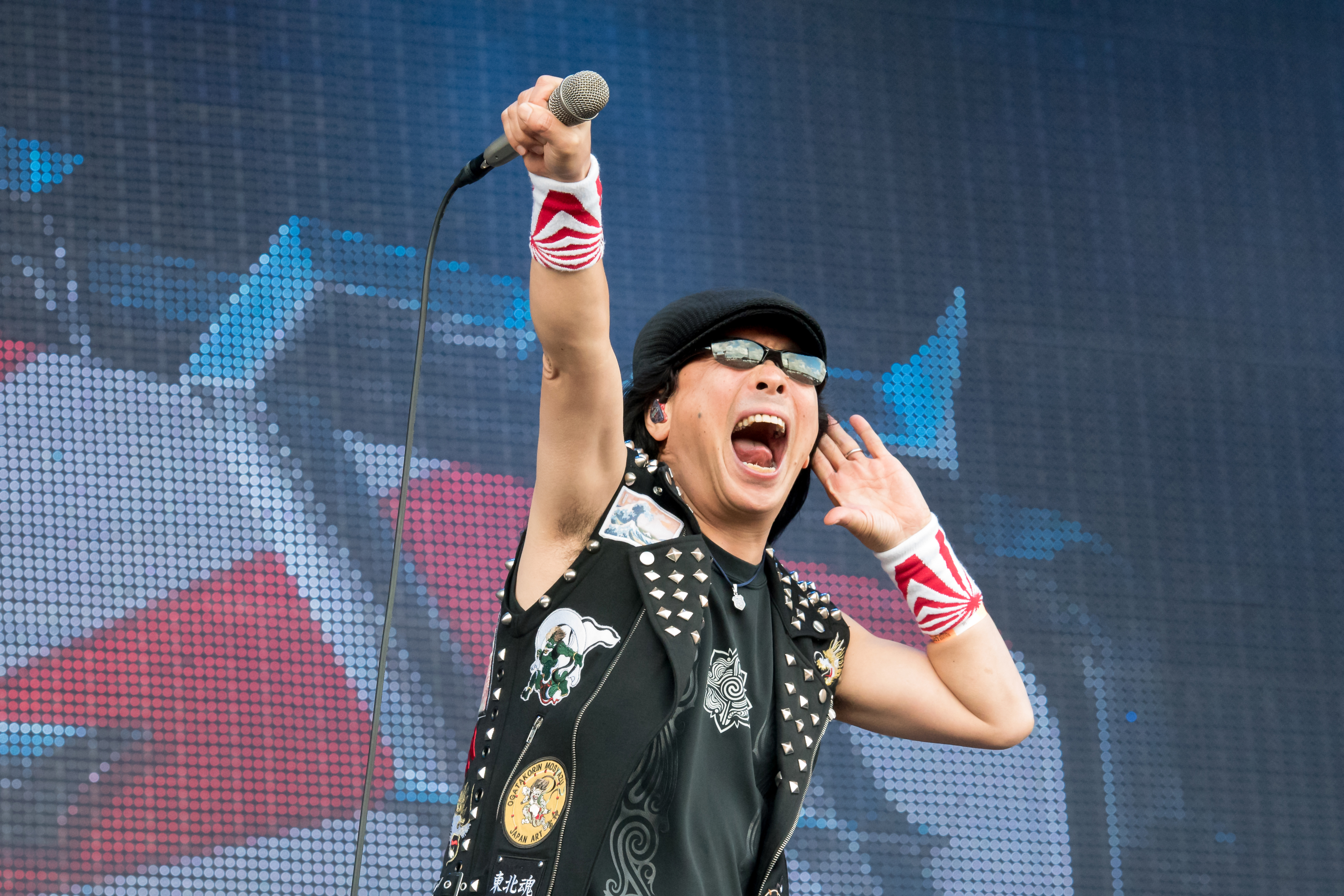
Minoru Niihara
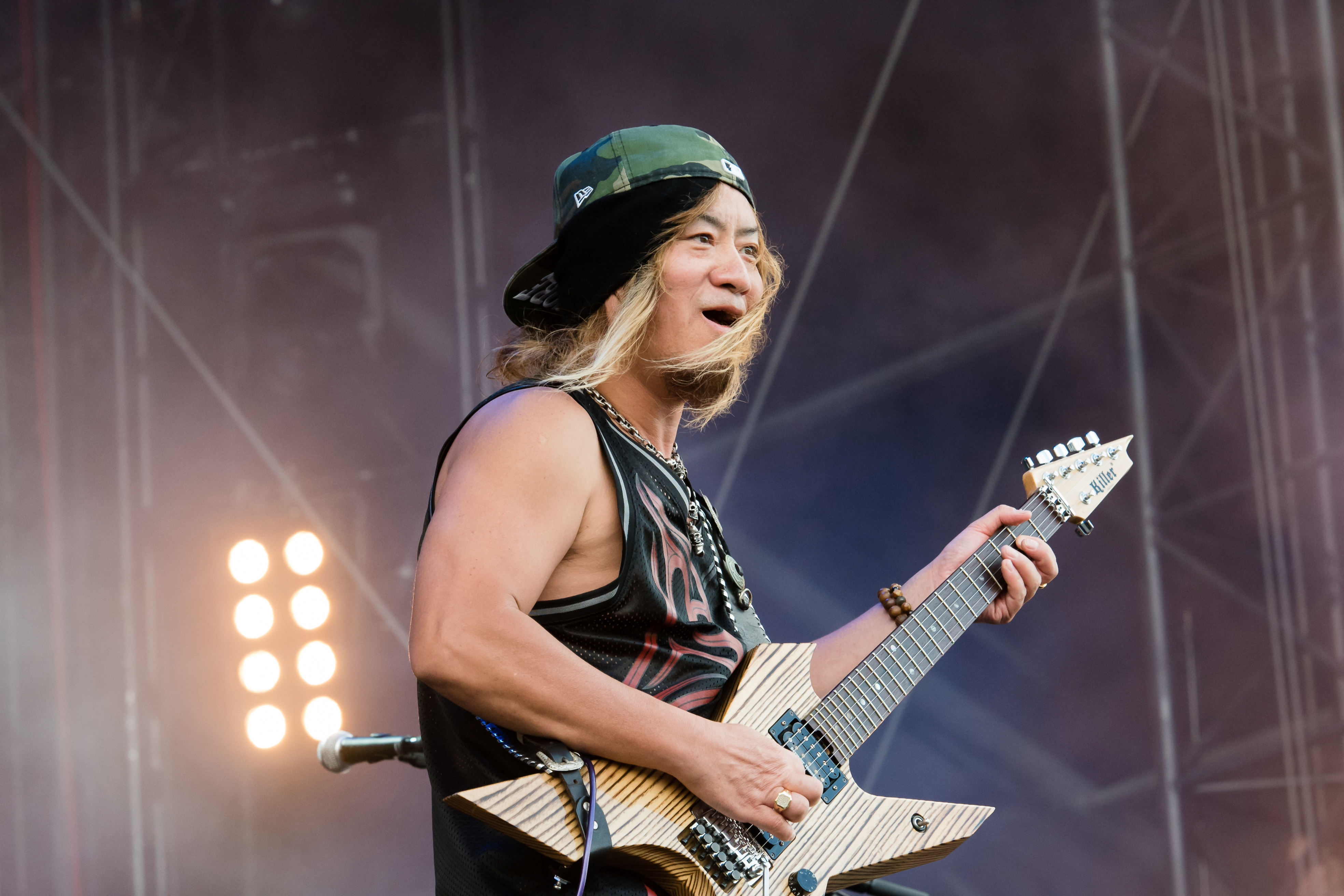
Akira Takasaki
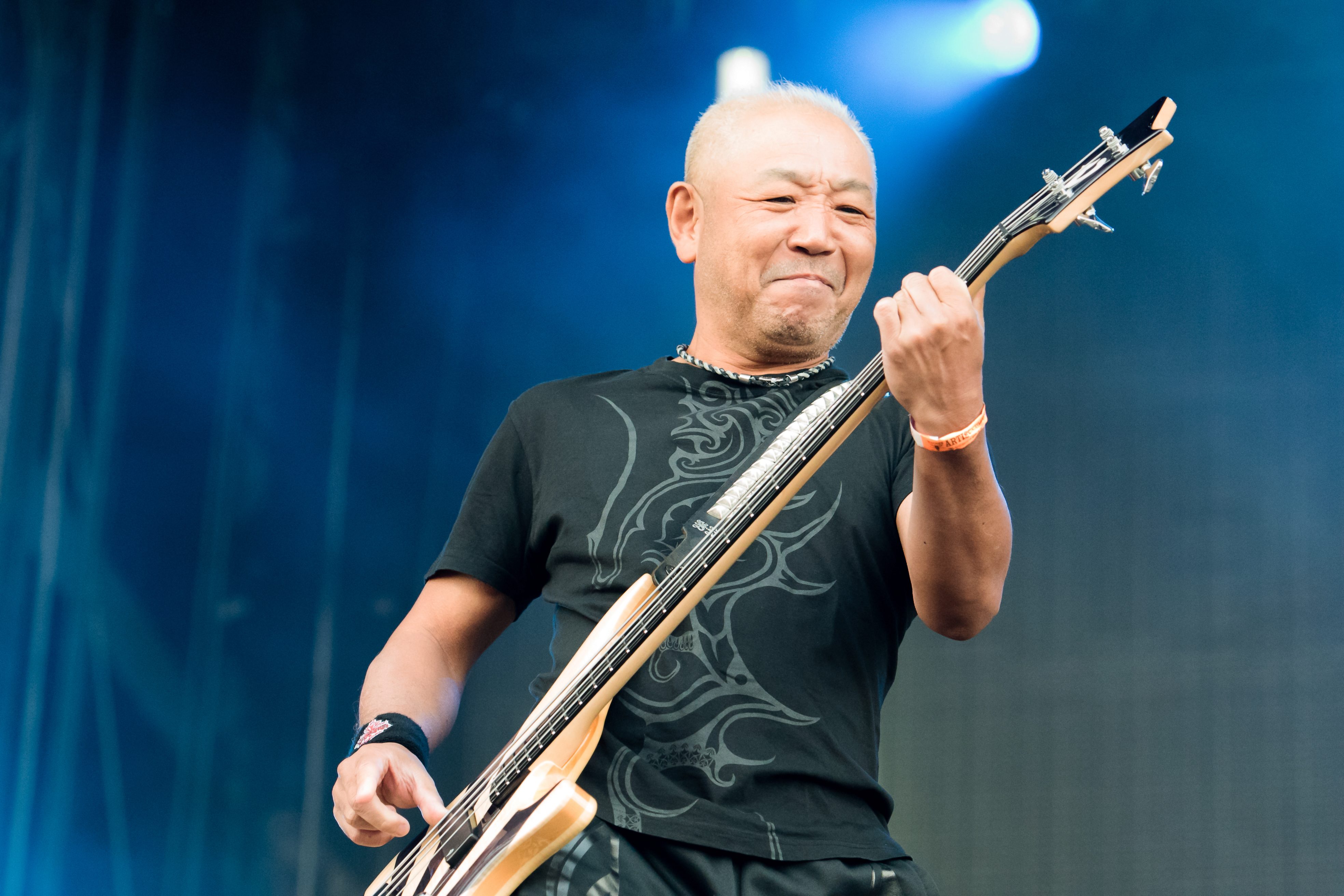
Masayoshi Yamashita
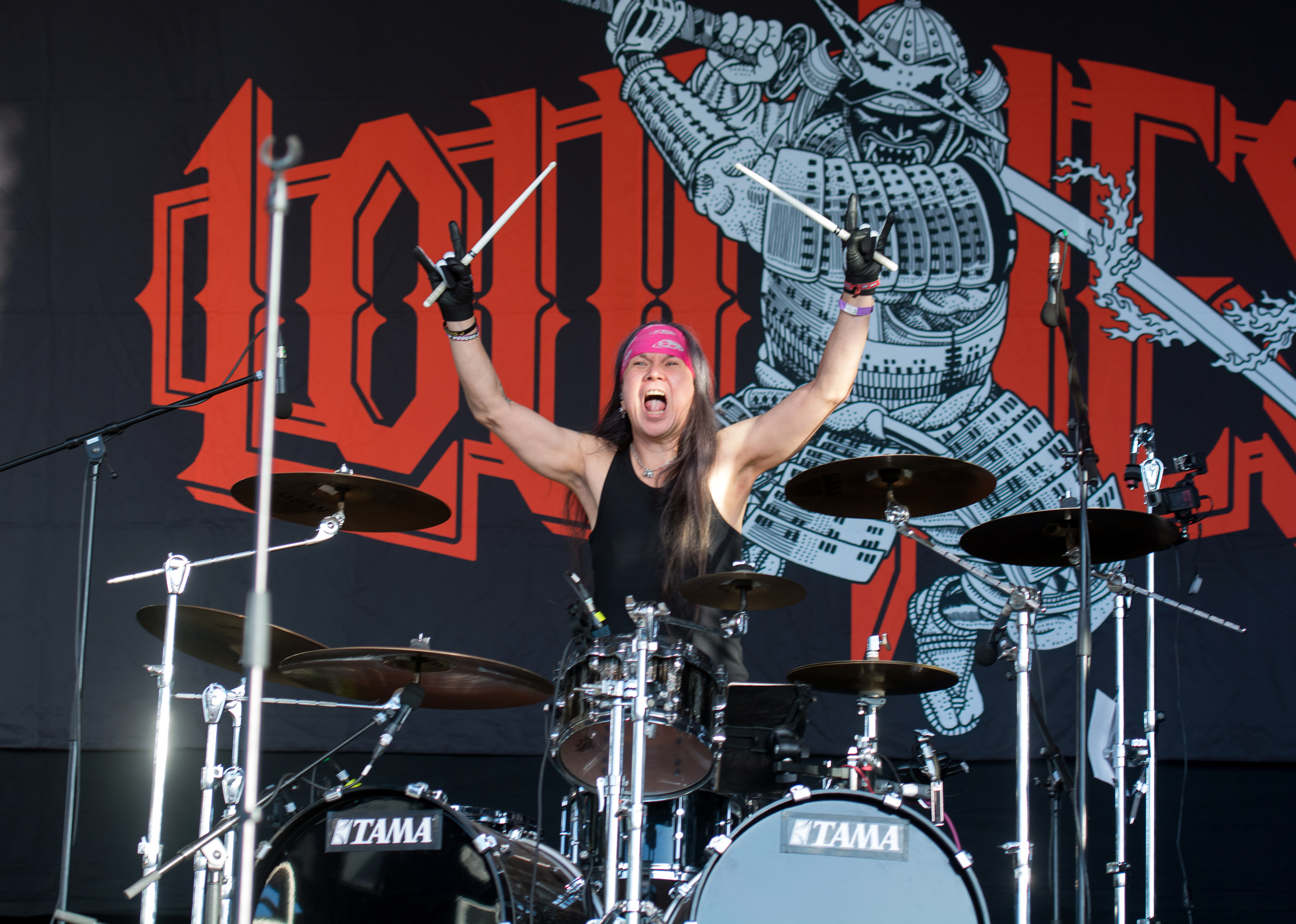
Masayuki Suzuki

Besetzung
Gesang: 
- Minoru Niihara 1981 bis 1988; 2000 bis heute
- Mike Vescera 1989 bis 1991
- Masaki Yamada 1992/1993; 1994 bis 2000

Gitarre:
- Akira Takasaki 1981 bis heute

Bass:
- Masayoshi Yamashita 1981 bis 1992; 2000 bis heute
- Taiji Sawada 1992/1993
- Naoto Shibata 1995 bis 2000

Schlagzeug:
- Munetaka Higuchi 1981 bis 1993; 2000 bis 2008
- Hirotsugu Homma 1994 bis 2000
- Kozo Suganuma 2008 (Gast für den kranken Higuchi)
- Masayuki Suzuki 2009 bis heute[2]

## Diskografie

### Studioalben
- 1981: The Birthday Eve
- 1982: Devil Soldier
- 1983: The Law of Devil’s Land
- 1984: Disillusion
- 1984: Disillusion – English Version
- 1985: Thunder in the East
- 1986: Shadows of War
- 1986: Lightning Strikes (internationale Version von SoW, anderes Cover, Mix und Gesang)
- 1987: Hurricane Eyes
- 1987: Hurricane Eyes – Japanese Version
- 1988: Jealousy (Mini-Album, sechs Songs)
- 1989: Soldier of Fortune
- 1991: On the Prowl
- 1992: Loudness
- 1994: Heavy Metal Hippies
- 1997: Ghetto Machine
- 1998: Dragon
- 1999: Engine
- 2001: Spiritual Canoe
- 2001: Pandemonium
- 2002: Biosphere
- 2004: Terror
- 2004: Racing
- 2005: Racing – English Version
- 2006: Breaking the Taboo
- 2008: Metal Mad
- 2009: The Everlasting
- 2010: King of Pain
- 2011: Eve to Dawn
- 2012: 2・0・1・2
- 2014: The Sun Will Rise Again
- 2018: Rise to Glory
- 2021: Sunburst

### Livealben
- 1983: Live-Loud-Alive
- 1986: 8186 Live
- 1994: Once and for All
- 1995: Loud ‘n Raw
- 2000: Eurobounds – Remastered
- 2001: The Soldier’s Just Came Back
- 2002: Loudness Live 2002
- 2009: Live Loudest at the Budokan ’91 (plus DVD)

### Kompilationen
- 1986: Never Stay Here, Never Forget You
- 1989: Early Singles
- 1991: Loud ’n’ Rare
- 1991: Loudest
- 1991: Loudest Ballard Collection
- 1996: Best Songs Collection
- 1996: Masters of Loudness
- 2001: Best of Loudness 8688 – Atlantic Years
- 2001: Re-Masterpieces
- 2004: Rock Shocks (neu aufgenommene Greatest Hits)
- 2005: The Best of Reunion
- 2012: Loudness Best Tracks – Columbia Years
- 2012: Loudness Best Tracks – Warner Years
- 2012: Loudness Best Tracks – Tokuma Japan Years
- 2012: Single Collection

### Singles
- 1982: Burning Love / Bad News
- 1983: Geraldine / In the Mirror
- 1983: Road Racer / Shinkiro
- 1984: Crazy Night / No Way Out
- 1985: Gotta Fight / Odin / Flash Out (Maxi-Single)
- 1986: Let It Go / Dark Desire / Farewell (Maxi-Single)
- 1986: Risky Woman / Silent Sword / The Night Beast (Maxi-Single)
- 1987: So Lonely / Strike of the Sword (Japanese Versions)
- 1988: Long Distance Love / Good Things Going
- 1989: Dreamer and Screamer / Die of Hunger
- 1989: You Shook Me / Faces in the Fire
- 1991: Down ’n’ Dirty / Take It or Leave It
- 1991: In the Mirror / Sleepless Night
- 1991: Slap in the Face / Down ’n’ Dirty (Live) / Playin´Games (Live) / Find a Way (Live)
- 1992: Black Widow / Racing the Wind
- 1992: Slaughterhouse / House of 1000 Pleasures (Live) / S.D.I. (Live)
- 1994: Electric Kisses / House of Freaks
- 2004: Crazy Samurai / R.I.P. / Cyber Soul (Live)
- 2005: The Battleship Musashi / Wolfgang Amadeus / More Than Machine / The Battleship Musashi [Battle Mix]
- 2010: The Eternal Soldiers / The Danger Zone / The Eternal Soldiers (inst.) / The Danger Zone (inst.)

### Videoalben
- 1983: Live-Loud-Alive Loudness In Tokyo
- 1984: Eurobounds
- 1985: Thunder In The East Vol.1
- 1985: Thunder In The East Vol.2
- 1986: Live In Tokyo Lightning Strikes
- 1991: Video Loudest
- 1992: Black Widow – Once And For All
- 1992: Welcome to the Slaughterhouse
- 2001: The Soldier’s just came back
- 2002: 20th Anniversary Pandemonium Tour
- 2003: Live Bioshere
- 2003: 20020324 Loud’n Fest Vol1 at Club Citta
- 2004: Loudness Live Terror 2004
- 2005: Rock-Shocking the nation
- 2005: Loudness Live limited edit at Germany in 2005
- 2005: Loudness Live Ii Seoul 2005 12 05 Official Bootles DVD Series Two
- 2007: Thanks 25th Anniversary Loudness Live at International Forum 2006112
- 2008: The Legend Of Loudness ~Live Complete Best
- 2008: Loudness Liveshocks 2008 Metal Mad Quattro Circuit
- 2009: The Legend Oo Loudness ～Live Complete Best～
- 2009: Munetaka Higuchi Forever Our Hero
- 2010: Classic Loudness Live 2009 The Birthday Eve ～Thunder In The East Japan Tour
- 2010: 樋口宗孝追悼ライブ 2009 DVD Munetaka Higuchi Forever Our Hero
- 2011: Loudness World Circuit 2010 Complete Live
- 2011: Loudness thanks 30th anniversary
- 2012: Everlasting Munetaka Higuchi vol 2
- 2012: Loudness 30th Anniversary World Tour In USA 2011 Live & Document
- 2012: Loudness 2011–2012 Live & Document in Japan
- 2013: Loudness 2012 Complete DVD ～Limited Edition Live Collection～
- 2013: Loudness 2012 Complete DVD ～Regular Edition Live & document～
- 2013: Best Music Videos